# دنی دوکت

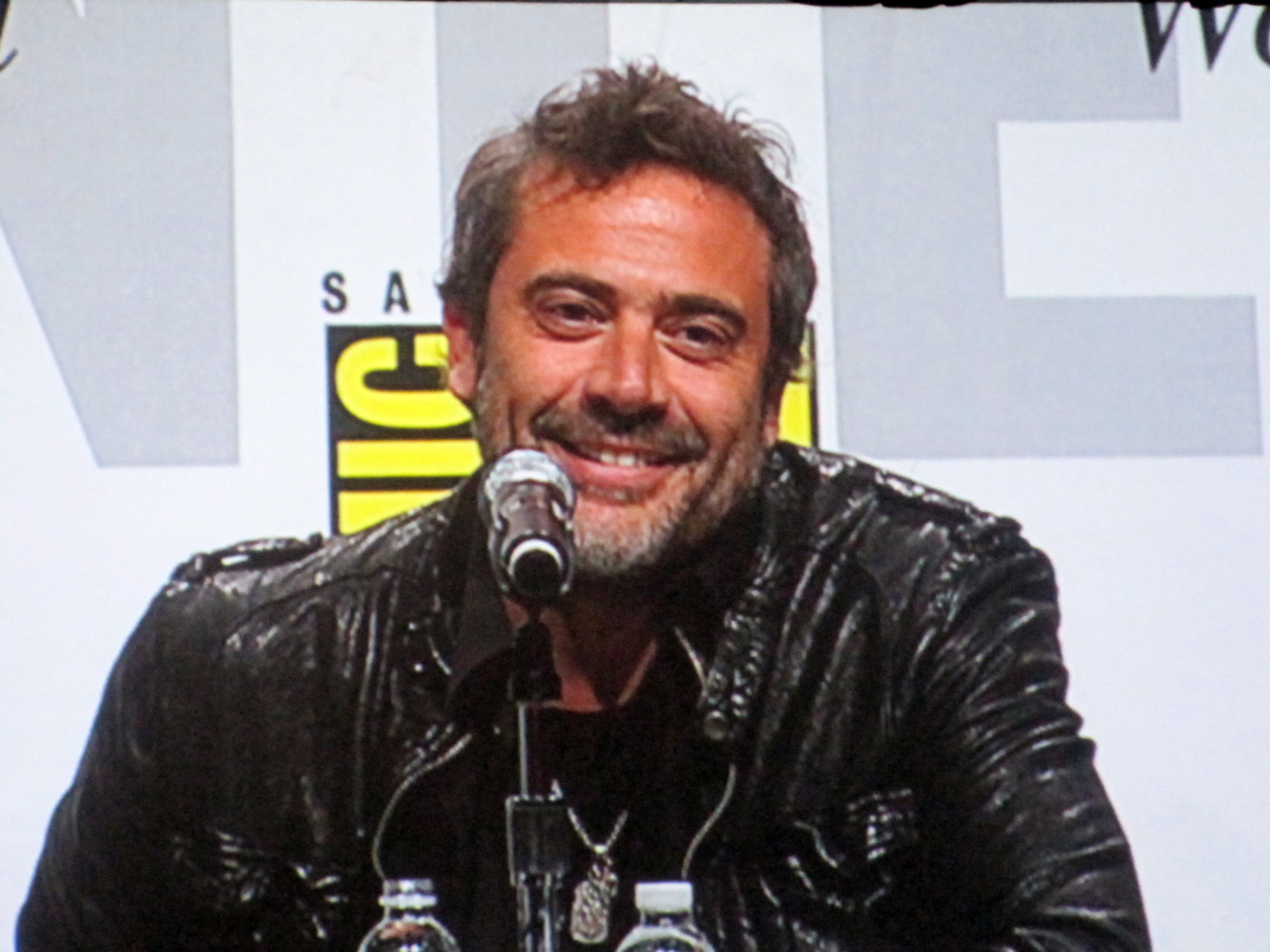

دنی دوکت (به انگلیسی: Denny Duquette) از شخصیت‌های سریال  آناتومی گری است و جفری دین مورگان این نقش را ایفا کرده است.